# المدرسة الوطنية للمهندسين بقابس
المدرسة الوطنية للمهندسين بقابس هي أقدم مؤسسة تعليم عال بمدينة قابس بالجنوب التونسي، إذ فتحت أبوابها في سبتمبر 1975، وتتبع جامعة قابس.

شعار المدرسة الوطنية للمهندسين بقابس

## أرقام
تخرج من المدرسة الوطنية للمهندسين بقابس حتى عام 2004 ما مجموعه 1783 مهندسا. وقد بلغ عدد طلبتها خلال العام الدراسي 2007- 2008 ما مجموعه : 1083 من بينهم 384 طالبة، يؤطرهم حوالي 80 مدرسا.

## الاختصاصات
تؤمن المدرسة الوطنية للمهندسين بقابس تكوين المهندسين في الاختصاصات الخمسة التالية:
- الهندسة الكيمياوية ؛
- الهندسة المدنية ؛
- الهندسة الكهربائية ؛
- هندسة شبكات الاتصالات ؛
- هندسة ميكانيك.

## وصلة خارجية
- موقع المدرسة الوطنية للمهندسين بقابس.